# Nombre de Proth
En teoria dels nombres, un nombre de Proth, anomenat així en honor del matemàtic francès François Proth, és un nombre enter de la forma:
{\displaystyle k\cdot 2^{n}+1}
on {\displaystyle k} és un enter positiu senar i {\displaystyle n} és un enter positiu tal que {\displaystyle 2^{n}>k}. Sense aquesta última condició, tots els nombres enters més grans que 1 serien nombres de Proth.
Els primers nombres de Proth són:
3, 5, 9, 13, 17, 25, 33, 41, 49, 57, 65, 81, 97, 113, 129, 145, 161, 177, 193, 209, 225, 241, ...
Els nombres de Cullen (n·2n+1) i els nombres de Fermat són casos particulars dels nombres de Proth.

## Nombres primers de Proth
Un nombre primer de Proth és un nombre de Proth que és, a la vegada, primer. Els primers nombres primers de Proth són:
3, 5, 13, 17, 41, 97, 113, 193, 241, 257, 353, 449, 577, 641, 673, 769, 929, 1153, 1217, 1409, 1601, 2113, 2689, 2753, 3137, 3329, 3457, 4481, 4993, 6529, 7297, 7681, 7937, 9473, 9601, 9857.
La primalitat d'un nombre de Proth pot ser avaluada mitjançant el teorema de Proth, que diu que un nombre de Proth {\displaystyle p} és primer si i només si existeix un nombre enter {\displaystyle a} tal que es compleix la següent identitat:
{\displaystyle a^{\frac {p-1}{2}}\equiv -1\ {\pmod {p}}}
El nombre primer de Proth més gran conegut l'any 2010 és el {\displaystyle 19249\cdot 2^{13018586}+1}. Va ser descobert per Konstantin Agafonov a través de l'aplicació distribuïda Seventeen or Bust., que ho va enunciar el 5 de maig de 2007. És també el nombre primer més gran conegut no nombre de Mersenne.